# イギリス空軍
王立空軍（おうりつくうぐん、英語: Royal Air Force）は、イギリスの保有する空軍である。略称としてRAFやR.A.F.という表記がある。日本語ではイギリス空軍、英国空軍とも表記される。
1918年4月1日にイギリス軍の一部として独立した。イギリス空軍は世界で最も長い歴史を持つ空軍であり、約793機の航空機と、 33,200名の兵力を保有している。
国防省の目的を達成することが任務であるが、具体的にはイギリスと海外領土を確実に防衛すること、特に国際的な平和と安全保障を進める際に政府の外交政策を支えること、それらのために必要とされる能力を提供することである。

## 歴史

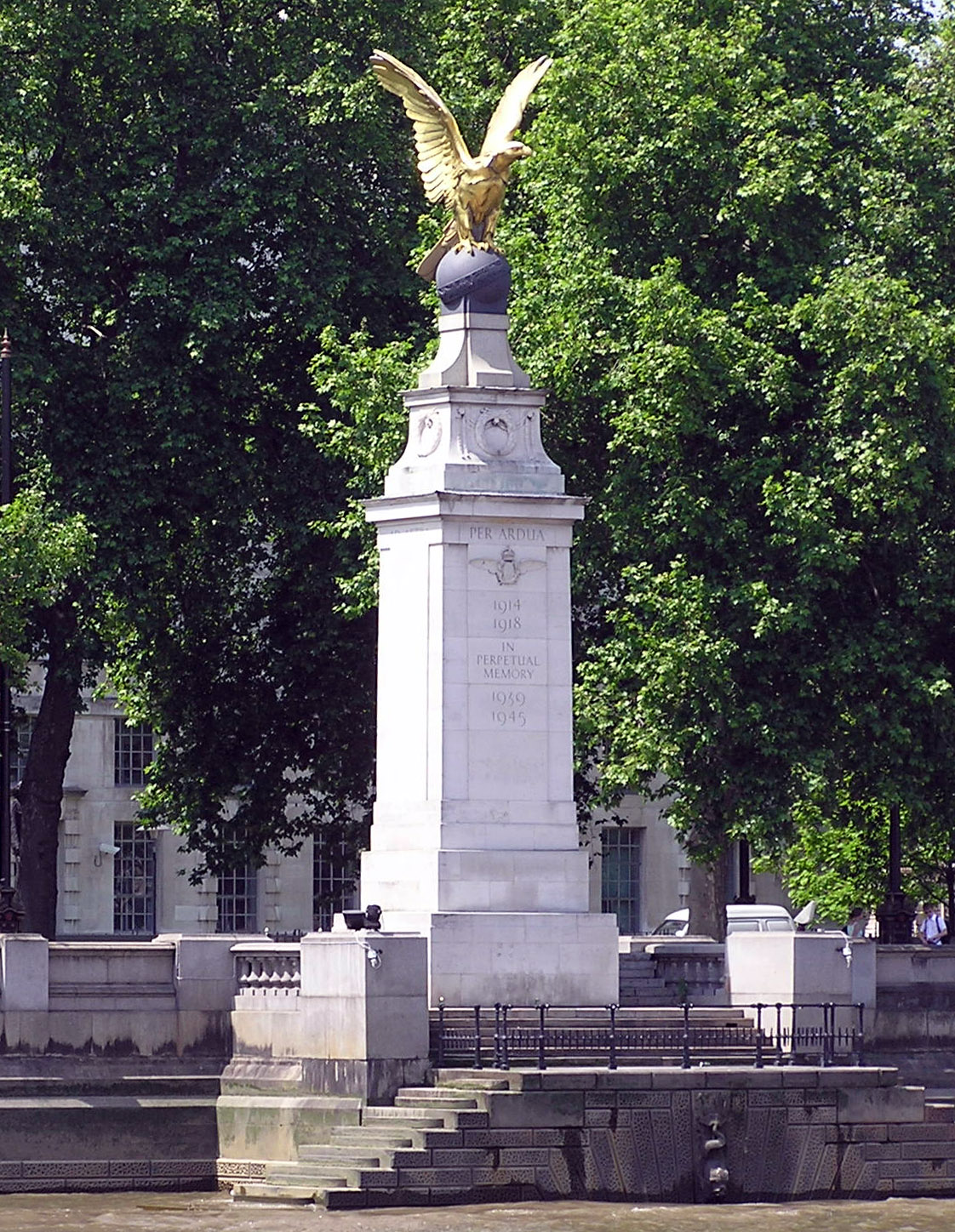
第一次世界大戦の勝利記念と戦死者追悼のためテムズ川のビクトリア堤防に建てられた記念碑 (RAF Memorial)

イギリス空軍は第一次世界大戦中の1918年4月1日にヒュー・トレンチャード（後の初代トレンチャード子爵）の働きかけで陸軍航空隊と海軍航空隊の統合によって設立された。海軍航空隊はイギリス海軍と同格の部隊で、陸軍航空隊はイギリス陸軍の管轄下にある工兵隊の一部門であったが、第一次世界大戦において航空戦力が決定的であると判明したことから、独立した空軍を設立することが決定した。当時独立空軍の編成は先駆的な試みであり、一切の航空機運用を空軍に一元化して機動部隊のうち空母は海軍、艦上機は空軍が運用するという試行錯誤が行われたが、その非効率性から1936年に艦上機を海軍に戻し、その戦力を大幅に減らした。空軍は次の大戦が始まるまでの間は比較的平和で、簡単な警備任務に従事した。
第二次世界大戦前に急ピッチでパイロット数・航空機数ともに拡張され、バトル・オブ・ブリテンではドイツ空軍がイギリス本土侵攻（アシカ作戦）のためイギリス本土とドーバー海峡の制空権を獲得しようとイギリス空軍と衝突し、1940年夏季に戦闘機軍団にとって最大の試練が訪れた。イギリス空軍は搭乗員不足に悩まされながらも制空権を堅持し、戦争の流れを変えるのに大きく貢献した。また、イギリス空軍の最も大きな努力として爆撃機軍団によるドイツへの戦略爆撃が挙げられる。爆撃機軍団は、ナチス・ドイツの工業地域と都市を爆撃で破壊し、間接的に連合軍の犠牲者軽減に貢献した。沿岸軍団は、空軍以外にもイギリス海軍の艦隊航空隊からも航空機を貸与されていたが、当初は旧式機しか供給されず、ドイツ海軍のUボートを相手に苦杯をなめた。

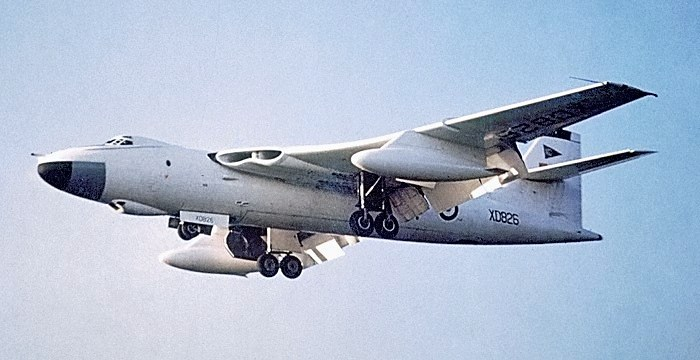
爆撃機軍団のビッカース ヴァリアント

朝鮮戦争で飛行艇部隊を派遣して国連軍の支援を行い、第二次中東戦争（スエズ危機）ではキプロス島とマルタ島から航空機を出撃させて大きな役割を果たしたものの、イギリス帝国の衰退により世界規模な作戦行動は縮小され、1971年10月31日に極東空軍（英語: RAF Far East Air Force）が解散した。また、冷戦の長期間に渡って、イギリス空軍はソビエト連邦の核兵器から戦略爆撃機による核抑止をもって防御するという役割を演じたが、海軍に潜水艦発射弾道ミサイルが導入され、その任務を譲った。
1982年に始まったフォークランド紛争では戦場が友好国の空軍基地から離れていたため、イギリス海軍とイギリス陸軍が主力となったが、イギリス空軍のハリアーも海軍の空母や徴用されたコンテナ船に搭載されて、フォークランド諸島で近接航空支援を行った。バルカン爆撃機とヴィクター空中給油機も南大西洋のアセンション島に展開し、有名なブラック・バック作戦（英語: Operation Black Buck）を行った。
冷戦が終結した近年においても、イギリス空軍は1991年の湾岸戦争で100機以上の航空機を参加させ、実戦で初めて誘導爆弾を使用したことで、イギリス空軍の歴史において重要な分岐点となり、その後も空中給油機と偵察機を動員して多国籍軍を支援した。コソボ紛争（コソボ戦争）は第二次世界大戦の終結以来、初めてヨーロッパでの作戦行動となった。
イラク戦争でも多数の航空機を派遣して大規模な作戦行動を行った。同作戦でアメリカ軍のパトリオット地対空ミサイルシステムによる誤射でトーネード攻撃機を撃墜され、搭乗していたパイロットとシステム・オペレーターの2名が死亡した。また、対空砲火でC-130輸送機が撃墜され、10名の人員が殺傷されている。
2015年にはシリア領内で活動するISILへの空爆作戦を開始した。

## 構成と編制単位

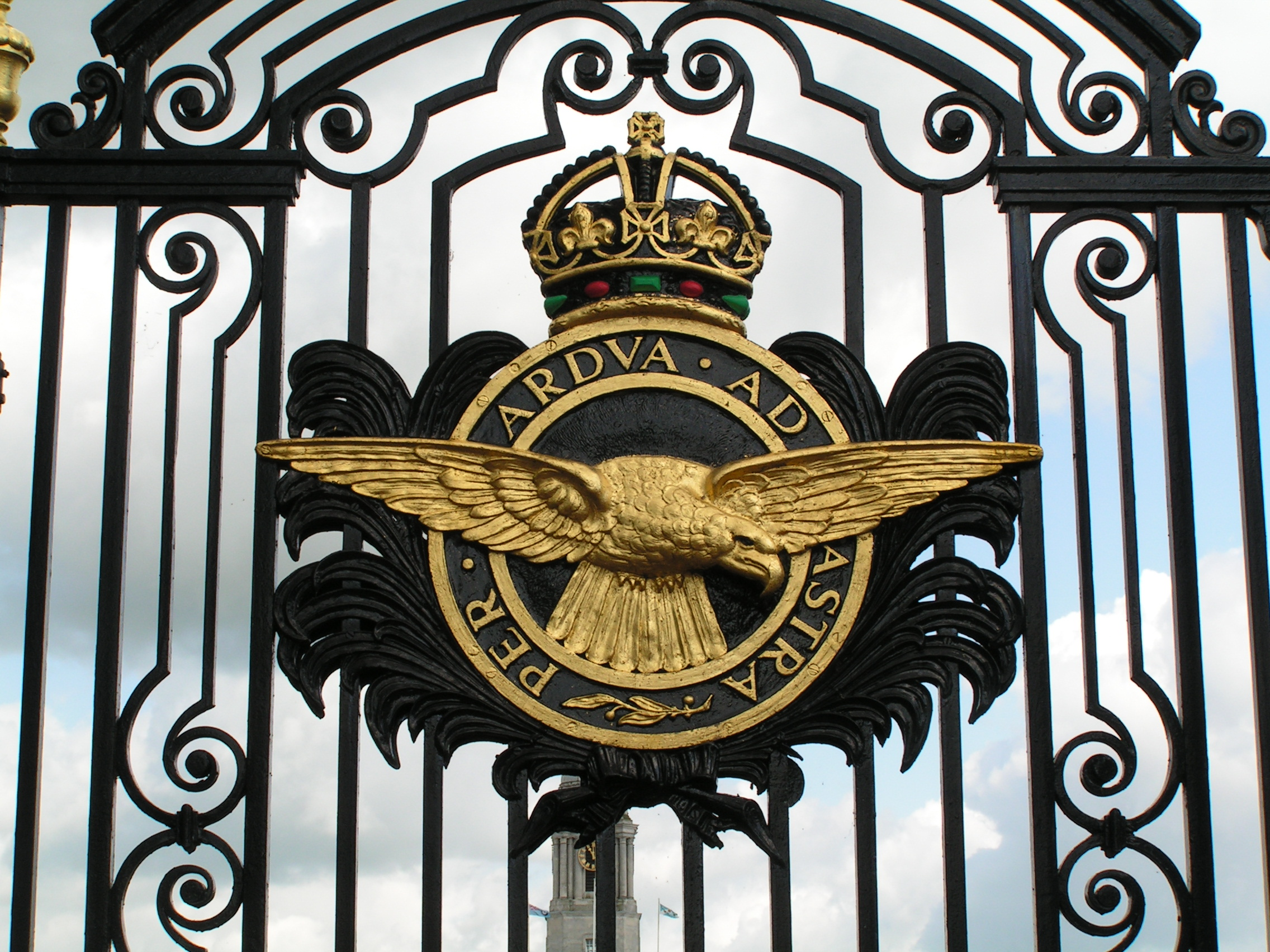
バッジ

### 指揮
イギリス空軍は国防会議 (Defence Council) の空軍委員会 (Air Force Board) が管理し、空軍参謀本部の長である空軍参謀総長 (CAS ; Chief of the Air Staff) によって率いられる。空軍委員会には空軍参謀総長以外に、空軍参謀次長 (Deputy Chief of the Air Staff) と数人の上級司令官が軍人からは参加している。空軍参謀総長は2023年6月にサー・リチャード・ナイトン空軍大将が任命され、空軍参謀次長は2023年9月にポール・ハロン・ロイド空軍中将が任ぜられている。

### 空軍委員会
現在の国防省が創設されるまでイギリス空軍とその人員は、航空省の空軍会議によって管理されていた。1964年に空軍会議の責務は国防会議が引き継ぎ、新たに陸海空の委員会が編成され、そのうちの空軍委員会がイギリス空軍の管理を任ぜられた。
委員

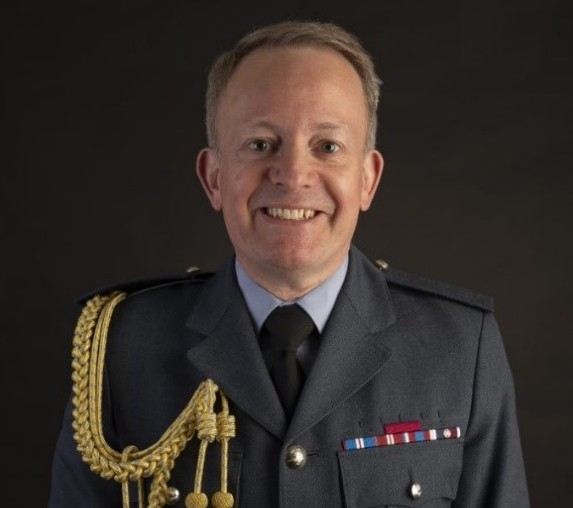
空軍参謀総長サー・リチャード・ナイトン大将

- 国防大臣 (The Secretary of State for Defence)
- Minister of State for the Armed Forces
- Minister for International Defence and Security
- Minister of State for Defence Equipment and Support
- Under Secretary of State for Defence and Minister for Veterans
- 2nd Permanent Under Secretary
- 空軍参謀総長 - 空軍大将 (Air Chief Marshal)
- 空軍参謀次長 - 空軍中将 (Air Marshal)
- Air and Space Commander
- Chief of Materiel (Air)
- Air Member for Equipment Capability
- Assistant Chief of the Air Staff (Air Vice-Marshal)

### 軍団

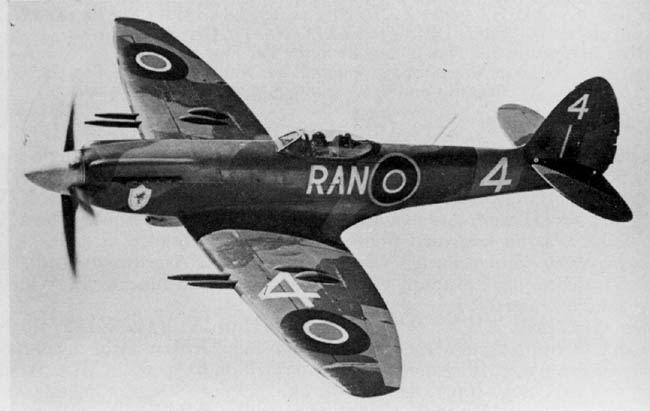
戦闘機軍団のスーパーマリン スピットファイア

1936年に多種にわたる航空機の管理を特化すべく軍団の設立が始まった。イギリス空軍の戦闘機を管轄する組織として戦闘機軍団が創設され、爆撃機は爆撃機軍団の管轄下に入った。海からの脅威に航空機で対処するため、沿岸軍団も設立された。第二次世界大戦の開戦時には、戦闘機軍団、爆撃機軍団、沿岸軍団、気球軍団、整備軍団、訓練軍団があった。このうち、訓練軍団は、1940年から1968年にかけて、飛行訓練軍団と技術訓練軍団に分割された。
1941年に輸送機を管理する軍団として空輸軍団が創設された。1943年に輸送軍団に名称を変更し、さらに1967年に航空支援軍団へ名称を変更した。
イギリス空軍の打撃軍団は1968年に戦闘機軍団と爆撃機軍団を統合して作られた。1969年に沿岸軍団と信号軍団を吸収し、1972年には航空支援軍団も吸収した。
1973年に整備軍団と第90航空群の統合によって支援軍団が創設された。1977年に訓練軍団を吸収し、1994年に人事・訓練軍団（通称PTC）と兵站軍団へ分割。人事・訓練軍団はイギリス空軍全人員の養成を受けもつほか、イギリス空軍内の契約や人員の生活保護、人員の補充、予備役や転勤の管理などに責任を持った。兵站軍団は、前線兵力の規模縮小 (Options for Change) に合わせた後方人員数とされたため1999年に廃止、その機能は Defence Logistics Organisationを経て現在はDefence Equipment and Supportに引き継がれた。
これら統廃合の末、2007年には打撃軍団と人事・訓練軍団が存在し、この2個軍団に空軍委員会から権限を委任されていた。同4月1日より打撃軍団と人事・訓練軍団を統合し、航空軍団が編成された。現在のイギリス空軍において航空軍団が唯一の軍団であり、統合前の二つの軍団の命令系統は現在の軍団司令部に完全に集約されている。司令部 (HQ) はハイ・ウィッカム空軍基地に置かれている。
- 戦闘機軍団 (Fighter Command) 1936年
- 爆撃機軍団 (Bomber Command) 1936年
- 沿岸軍団 (Coastal Command) 1936年
- 訓練軍団 (Training Command) 1936年
- 気球軍団 (Balloon Command) 1938年
- 整備軍団 (Maintenance Command) 1938年, 支援軍団 (Support Command) 1973年
- 空輸軍団 (Ferry Command) 1941年, 輸送軍団 (Transport Command) 1943年, 航空支援軍団 (Air Support Command) 1967年
- 信号軍団 (Signals Command) 1958年
- 打撃軍団 (Strike Command) 1968年
- 兵站軍団 (Logistics Command) 1994年
- 人事・訓練軍団 (Personnel and Training Command) 1994年
- 航空軍団 (Air Command) 2007年

### 航空団
航空団（Group）は、特定の任務に向けて編成される。限定的な環境や地域で活動し、特定種の任務に就く。
- 第1航空団（航空戦闘、ハイ・ウィッカム空軍基地）：戦闘機を運用する。訓練基地として広範囲に使われるカナダのグースベイ航空基地（英語版）を加えて7つの基地を持つ。
- 第2航空団（航空戦闘支援、ハイ・ウィッカム空軍基地）：戦略および戦術輸送機、ISTAR、空中給油機、捜索救難機を運用する。空軍連隊が指揮下にある。
- 第22航空団（ハイ・ウィッカム空軍基地）：雇用、訓練、管理を行う。
- 第38航空団（ハイ・ウィッカム空軍基地）：エンジニアリング、兵站、通信、医療、軍楽隊などを担当する。
- 第83遠征航空団（アル・ウデイド空軍基地）：常設統合司令部の指揮下でアフガニスタンやイラクなど中東地域での任務を支援する。

### 飛行群

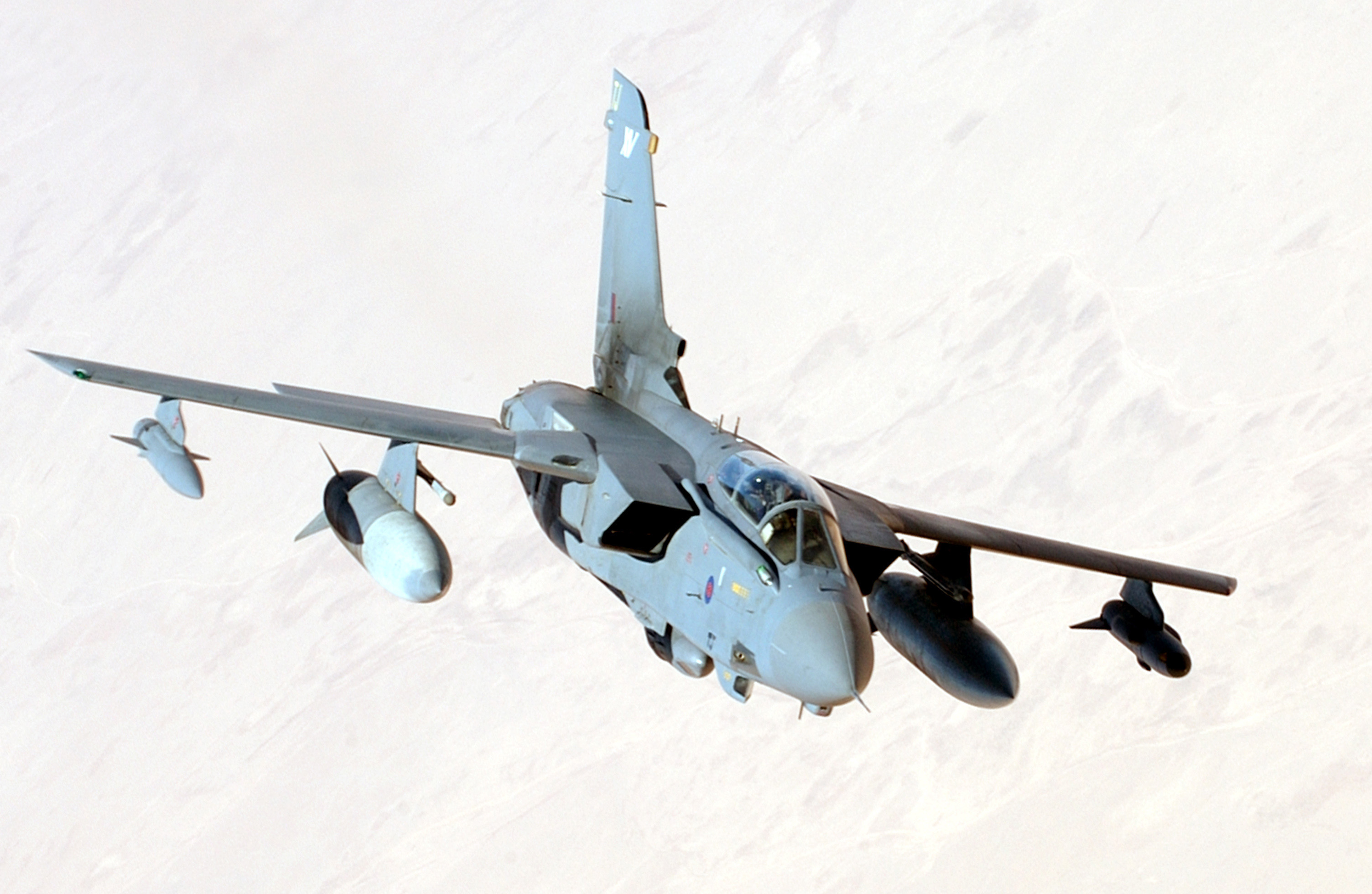
イラク戦争に参加したトーネード GR.4

飛行群（Wing）は、特定の任務に向けて航空団隷下の部隊単位として編成される。管理部門として基地からも編成される。
独立飛行群は、飛行隊か地上支援隊の2つ以上の隊で編成される。近年は、必要な時に編成される。イラク戦争（テリック作戦）では、トーネード飛行群はクウェートとドーハの空軍基地から活動するために編成された。

### 飛行隊
飛行隊 (Squadron) は、主要任務を遂行する航空部隊単位であり、任務によって運用する航空機を変更する。大部分の飛行隊は、空軍中佐に指揮される。イギリス陸軍の連隊といくつか類似した特徴があり、基地に関係なく編成されており、歴史と伝統がある。地上支援隊は、飛行隊と同じ規模で基地に配備される。

### 飛行班
飛行班 (Flight) は、飛行隊の下位編成である。空軍少佐に指揮され、2から16個の飛行班で飛行隊が編成される。小規模な編成であるため、独立して編成されることもある。例えば、フォークランド諸島の第1435飛行班などである。

## 基地

### 本土
- ヘンロウ空軍基地（軍用、ベッドフォードシャー、ヘンロウ。ブランプトン・ワイトン・ヘンロウ空軍共同基地の一部）
- ハルトン空軍基地（軍用、バッキンガムシャー、ハルトン）
- アルコンベリー空軍基地（軍用、ケンブリッジシャー、ハンティンドン。在英アメリカ空軍の宿泊施設がある）
- モールズワース空軍基地（軍用、ケンブリッジシャー、モールズワース。在英アメリカ空軍が使用）
- ウィッタリング空軍基地（軍用、ケンブリッジシャー、ピーターバラ）
- ワイトン空軍基地（軍用、ケンブリッジシャー、セント・アイヴス。ブランプトン・ワイトン・ヘンロウ空軍共同基地の一部）
- ルーカーズ空軍基地（軍用、ファイフ、ルーカーズ）
- フェアフォード空軍基地（軍用、グロスタシャー、フェアフォード）
- オディハム空軍基地（軍用、ハンプシャー、オディハム。ヘリコプター運用）
- モナ空軍基地（軍用、アングルシー島）
- ヴァレー空軍基地（軍民共用、アングルシー島）
- バークストン・ヒース空軍基地（軍用、リンカンシャー、グランサム）
- コニングスビー空軍基地（軍用、リンカンシャー、コニングスビー）
- クランウェル空軍基地（軍用、リンカンシャー、クランウェル。空軍士官学校、空軍教育隊飛行学生及び士官搭乗員選抜センター）
- ワディントン空軍基地（軍用、リンカンシャー、ワディントン）
- ノーソルト空軍基地（軍用、ヒリンドン・ロンドン特別区）
- ウッドベール空軍基地（軍用、マージーサイド、サウスポート）
- ロジーマス空軍基地（軍用、マレー、ロジーマス）
- マーハム空軍基地（軍用、ノーフォーク、マーハム）
- トップクリフェ空軍基地（軍用、ノース・ヨークシャー、トップクリフェ）
- リーミング空軍基地（軍用、ノース・ヨークシャー、リーミング）
- ブライズ・ノートン空軍基地（軍用、オックスフォードシャー、ブライズ・ノートン）
- ベンソン空軍基地（軍用、オックスフォードシャー、ベンソン）
- ショウベリー空軍基地（軍用、シュロップシャー、ショウベリー）
- コスフォード空軍基地（軍用、シュロップシャー、アルブライトン）
- ホニントン空軍基地（軍用、サフォーク、セットフォード）
- レイクンヒース空軍基地（軍用、サフォーク、レイクンヒース。アメリカ空軍が使用）
- ミルデンホール空軍基地（軍用、サフォーク、ミルデンホール。アメリカ空軍が使用）[注釈 3]
- ウェルフォード空軍基地（バークシャー、ニューベリー。アメリカ空軍と共同使用する西ヨーロッパ最大級の弾薬庫）
- ロングサイド空軍基地（アバディーンシャイア、ロングサイド）
- ハイ・ウィッカム空軍基地（バッキンガムシャー、ウォルターズ・アッシュ。空軍作戦司令部）
- セント・モーガン空軍基地（コーンウォール、セント・モーガン。大部分はニュークアイ・コーンウォール空港に引き渡されている）
- スパーデアダム空軍基地（カンブリア。イギリス空軍と北大西洋条約機構の電子戦訓練場）
- ホルムプトン空軍基地（イースト・ライディング・オブ・ヨークシャー、ホルムプトン。レーダーサイト）
- ノースウッド空軍基地（ハートフォードシャー、イーストベリー。三軍統合およびNATO司令部）
- ニーティスヘッド空軍基地（ノーフォーク、ニーティスヘッド。レーダーサイト）
- トリミンガム空軍基地（ノーフォーク、トリミンガム。ニーティスヘッド・レーダーサイトの遠隔操作局）
- フィリングデールズ空軍基地（ノース・ヨークシャー、ノース・ヨーク・ムーアズ。レーダーサイトおよび弾道ミサイル早期警戒システム基地）
- スタックストン・ウォルド空軍基地（ノース・ヨークシャー、スカボロー。レーダーサイト）

### 海外および国外
- アセンション島空軍基地（軍用、アセンション島。アメリカ空軍やアメリカ航空宇宙局衛星追跡基地と共同使用）
- アクロティリ空軍基地（軍用、直轄領アクロティリおよびデケリア,キプロス島分断国家監視及び緩衝地帯）
- トロードス空軍基地（キプロス。レーダーサイト。イギリス空軍保有のA400M輸送機が実戦配備された基地）
- マウント・プレザント空軍基地（軍民共用、フォークランド紛争戦勝後設置、フォークランド諸島東フォークランド島）
- アリス山空軍基地（フォークランド諸島。レーダーサイト）
- ジブラルタル空軍基地（軍民共用、ジブラルタル。ジブラルタル国際空港と共用）
- アル・ウデイド空軍基地（軍用、カタール国ドーハ。カタール空軍と共同使用）

## 海外展開
| 配備                                          | 国籍                            | 時期            | 注記                                    |
| --------------------------------------------- | ------------------------------- | --------------- | --------------------------------------- |
| RAF Gibraltar                                 | ジブラルタル                    | 1940年代 –      |                                         |
| RAF Unit Goose Bay                            | カナダ                          | 1940年代 –      |                                         |
| RAF Akrotiri RAF Nicosia RAF Luqa RAF Hal Far | キプロス                        | 1956年 –        |                                         |
| Bardufoss Air Station                         | ノルウェー                      | 1960年 –        |                                         |
| RAF Ascension Island                          | アセンション島                  | 1981年 –        |                                         |
| RAF Mount Pleasant                            | フォークランド諸島              | 1984年 –        |                                         |
| ボスニア・ヘルツェゴビナ コソボ               | ボスニア・ヘルツェゴビナ コソボ | 1995年 –        | ボスニア・ヘルツェゴビナ紛争 コソボ紛争 |
| 国際治安支援部隊                              | アフガニスタン                  | 2001年 – 2021年 | アフガニスタン紛争                      |
| バスラ                                        | イラク                          | 2003年 –        | イラク戦争                              |

## 装備

### 固定翼機
2022年有人機保有数
- ユーロファイター タイフーン多用途戦闘機 × 137機
- F-35B多用途戦闘機 × 26機（海軍とあわせて135機計画中）
- シャドウR1偵察機 × 8機
- RC-135W信号情報収集機× 3機
- ボイジャーKC.2/KC.3空中給油兼輸送機 × 14機
- マクドネル・ダグラス C-17大型輸送機 × 8機
- ロッキード ハーキュリーズC4/C5戦術輸送機 × 13機
- エアバス A400M輸送機 × 20機
- ポセイドン哨戒機× 9機
- BAe ホークT1練習機 × 67機
- BAe ホークT2練習機 × 28機
- ビーチクラフト キングエア200/350練習機 × 8機
- Tutor練習機 × 91機
- Prefect練習機 × 23機
- エンブラエル フェノム 100練習機× 5機
- T-6練習機× 14機
- Vikingグライダー× 81機

無人機
- ジェネラル・アトミックス MQ-9 リーパー無人機システム× 10機

### 回転翼機
- アグスタ A109 汎用ヘリコプター（VIP輸送）× 1機
- ボーイング CH-47大型ヘリコプター × 59機
- シュド・アビアシオン SA330プーマ汎用ヘリコプター × 17機

### ミサイル
- AGM-65 マーベリック AGM
- AGM-84 ハープーン AGM
- SCALP-EG ストーム・シャドウ 空中発射巡航ミサイル
- AIM-120 アムラーム AAM
- AIM-9L サイドワインダー AAM
- ペイブウェイII PGM
- GBU-10 ペイブウェイIII PGM
- GBU-24 ペイブウェイIV PGM

## 航空機
各種軍事システムの価格上昇を受け、数十年前と比較すると戦力組成（仮）(ORBAT) における多様性は減少しているものの、RAFは現在でも多種の航空機を保有している。以下に、現時点での保有機材を任務別に並べた。
航空機の名称に続けて付与されているコードは、その機種が果たす任務を示している。例えば、トーネード F.3は、戦闘機 (Fighter) を示す "F" を冠されており、さらにトーネードの3番目の派生型であることを意味している。

### 戦闘機

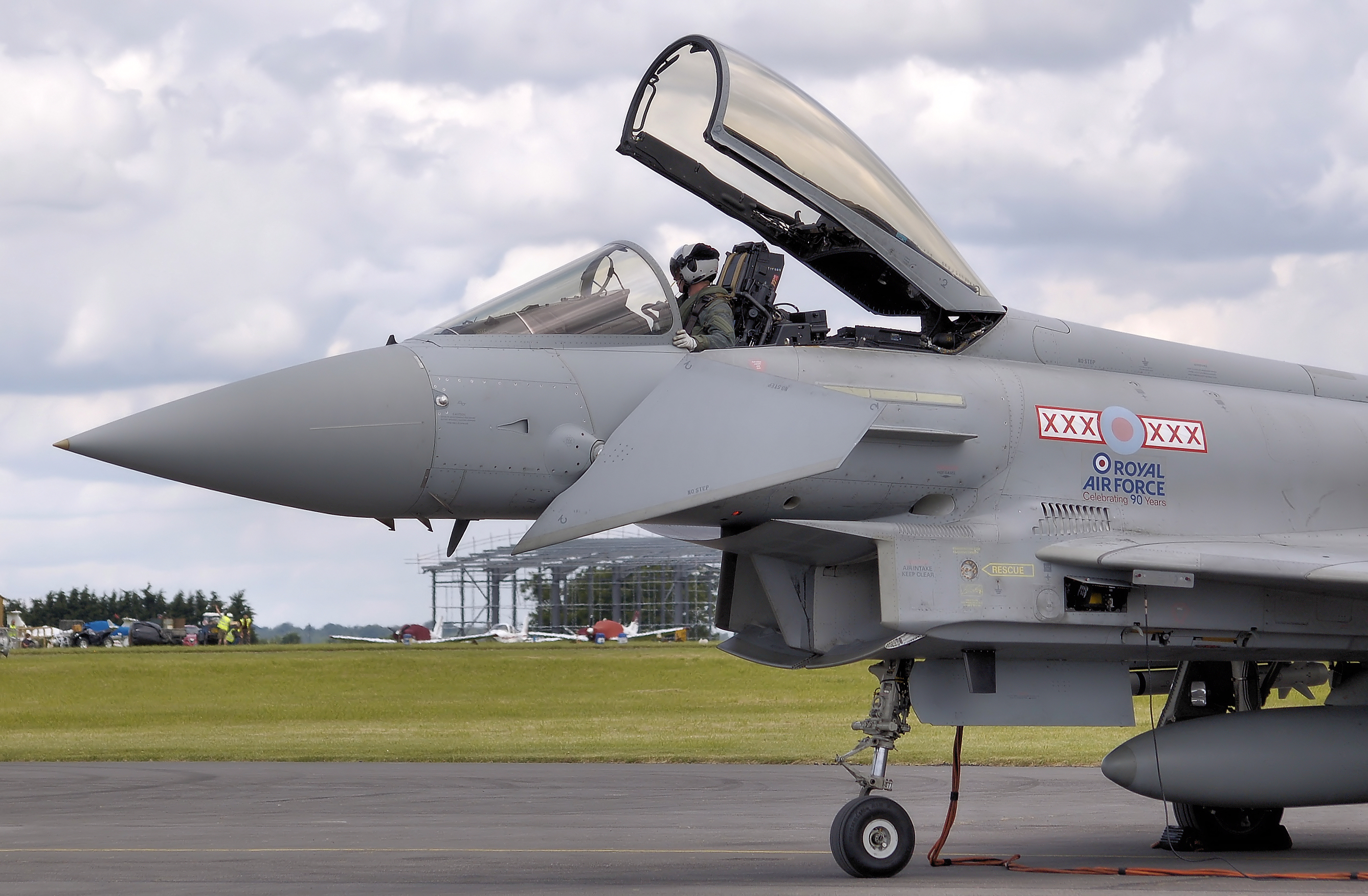
タイフーン F.2

タイフーン FGR.4が、現在イギリスの領空を守る防空戦闘機であり、RAF ルーカース (Leuchars) 基地とRAF カーニングスビー (Coningsby) 基地に配備されている。1980年代末から防空任務に従事してきたトーネード F.3は、タイフーンと交代して退役した。2008年からRAF ボスコム・ダウン (Boscombe Down) 基地が24時間体制アラートを行う基地となり、イギリス南部と南西部をカバーしている。

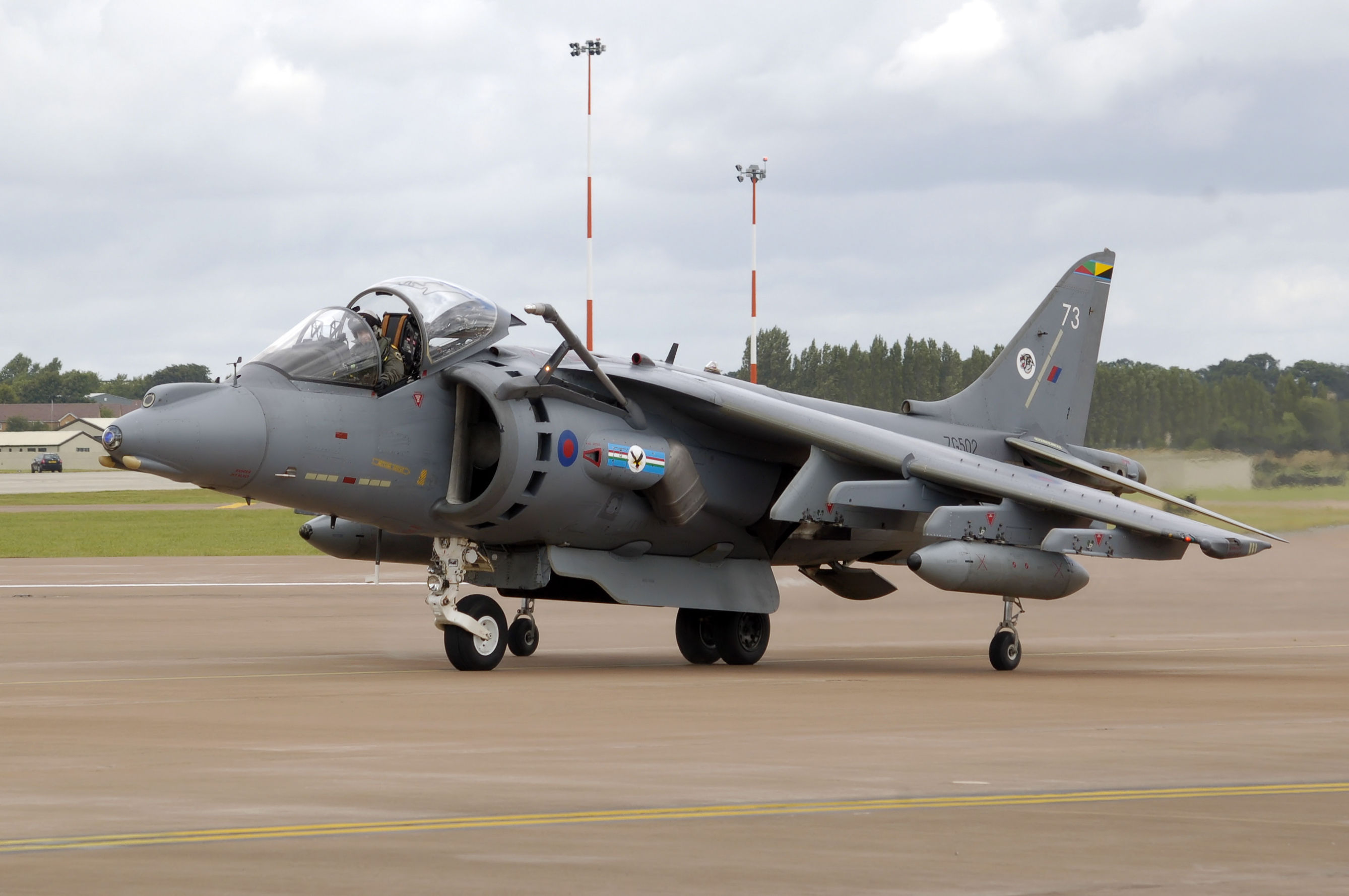
ハリアー GR.9

現在RAFの攻撃部隊の中核をなすのはトーネード GR.4である。トーネードは超音速飛行能力を備え、SCALP-EG/ストーム・シャドウ巡航ミサイル・レーザー誘導爆弾・ALARM対レーダーミサイルといった多様な兵装を搭載できる。
ハリアー (GR.7/GR.7A/GR.9) がトーネードを補完し、これらは航空阻止 (AI)・近接航空支援 (CAS)・敵防空網制圧 (SEAD) などの任務に陸上または艦上から投入されていたが、2011年4月までに退役することとされた。2010年11月24日には空母からの最後の運用を行った。
将来的には攻撃任務においてもタイフーンと導入が開始されたF-35Bが主力になる予定である。

### 早期警戒機
機上空対空レーダーを搭載するセントリー AEW.1は、侵攻する敵性機を探知する早期警戒機であるとともに、戦闘空域の調整も行う。セントリー AEW.1はRAF ウォディントン (Waddington) 基地に配備されている。トーネードとセントリーはイラクやバルカン半島など国外でも任務を行った。

### 偵察機

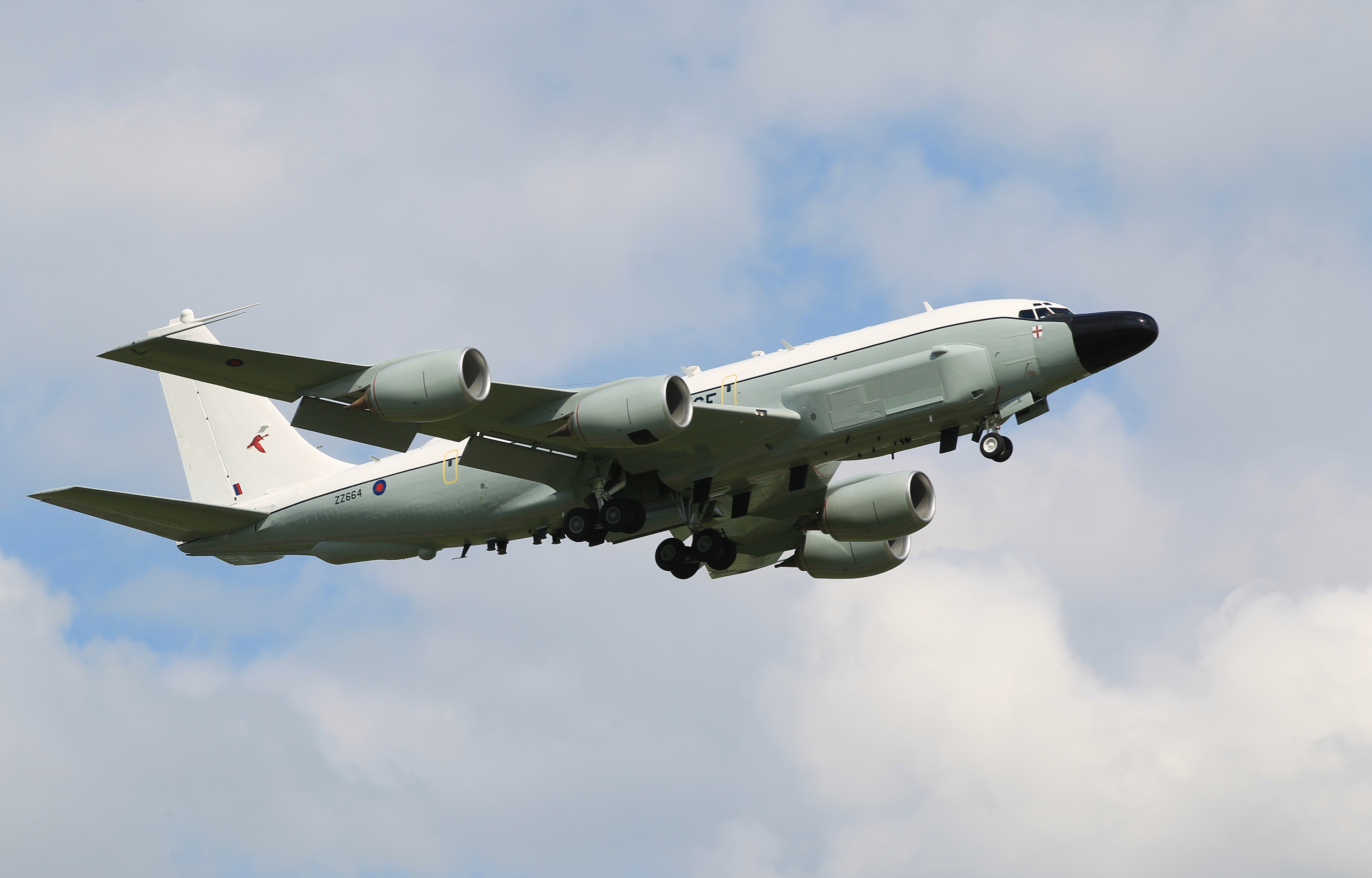
RC-135W

攻撃機の派生型であるトーネード (GR.4A) は専用偵察ポッドを搭載して偵察機として運用されている。広い波長域にわたるカメラ・赤外線センサ・レーダーを搭載している。国防省は、切迫した前線の状況に対応するため、2007年に無人偵察機のMQ-9 リーパーを購入し、運用に向けて試験した。2008年にはネバダ州クリッチ空軍基地の第39飛行隊へ配備、アフガニスタンへ派遣され、インテリジェンス、監視、偵察 (ISR) 任務に従事した
。
ニムロッド R.1は電子偵察・通信傍受任務に従事していたが、アメリカ空軍が運用していたボーイング RC-135Rを3機購入し、RC-135Wへ改装した上でニムロッド R.1と交代している。ニムロッド R.1の任務を補うため、シャドウ R.1が導入された。
ボンバルディア グローバルエクスプレス (BD-700) を元に開発されたセンチネル R.1は、アメリカ空軍でE-8 JSTARSが果たしているのと同様の陸上部隊支援任務を遂行するために、ASTOR対地レーダーを備えている。

### 哨戒機

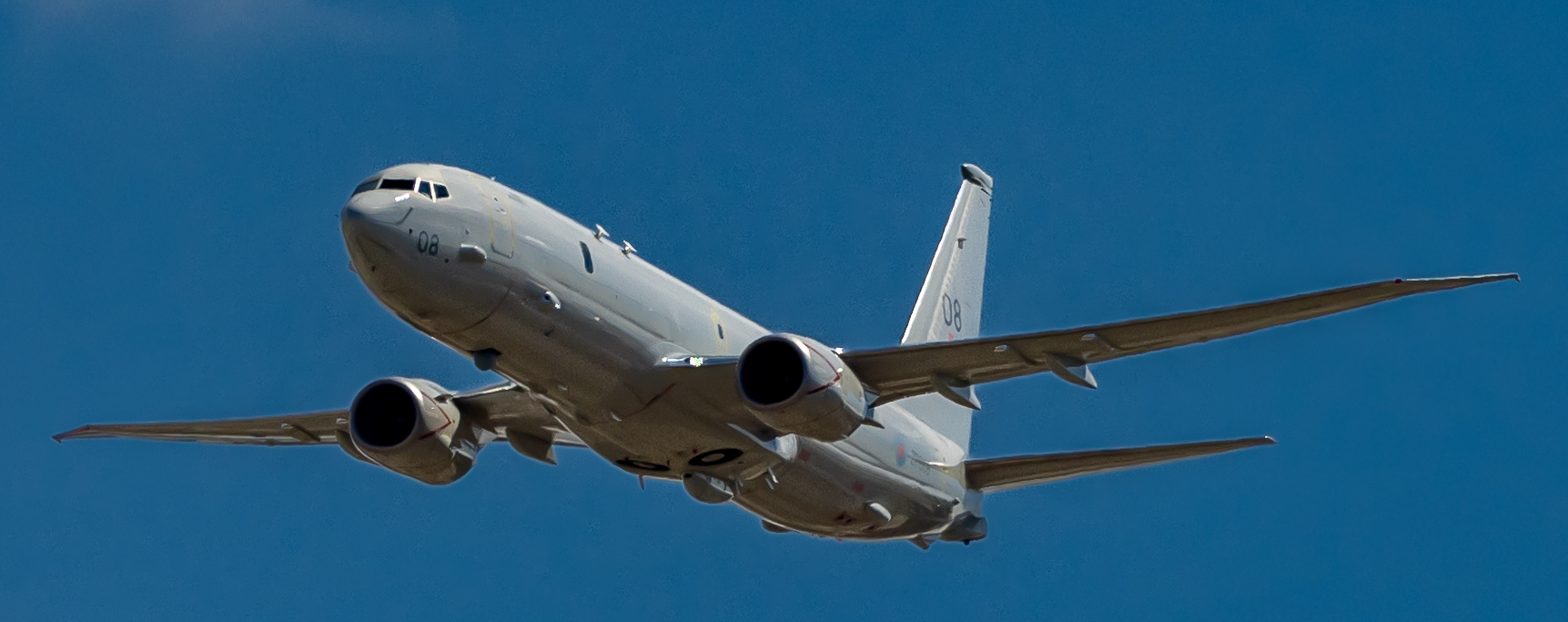
ポセイドン MRA.1

BAE ニムロッドMR.2が対潜水艦戦闘 (ASW) と対水上艦戦闘 (ASUW) 任務に従事していた。加えて同機は、長大な航続距離と強力な通信装置を生かし、救難ヘリ・艦艇・沿岸基地間の通信を橋渡しすることで、捜索救難ミッションにおける調整役をも担っていた。さらに、海上を漂流する人々に対して、救命ボートとサバイバル用品を搭載するポッドを投下することも可能である。MR.2はMRA.4への改装を開始したが、中途でキャンセルされ2011年には退役し全機スクラップとされている。
後継として9機のP-8導入を2015年には決定している。

### 輸送機・空中給油機

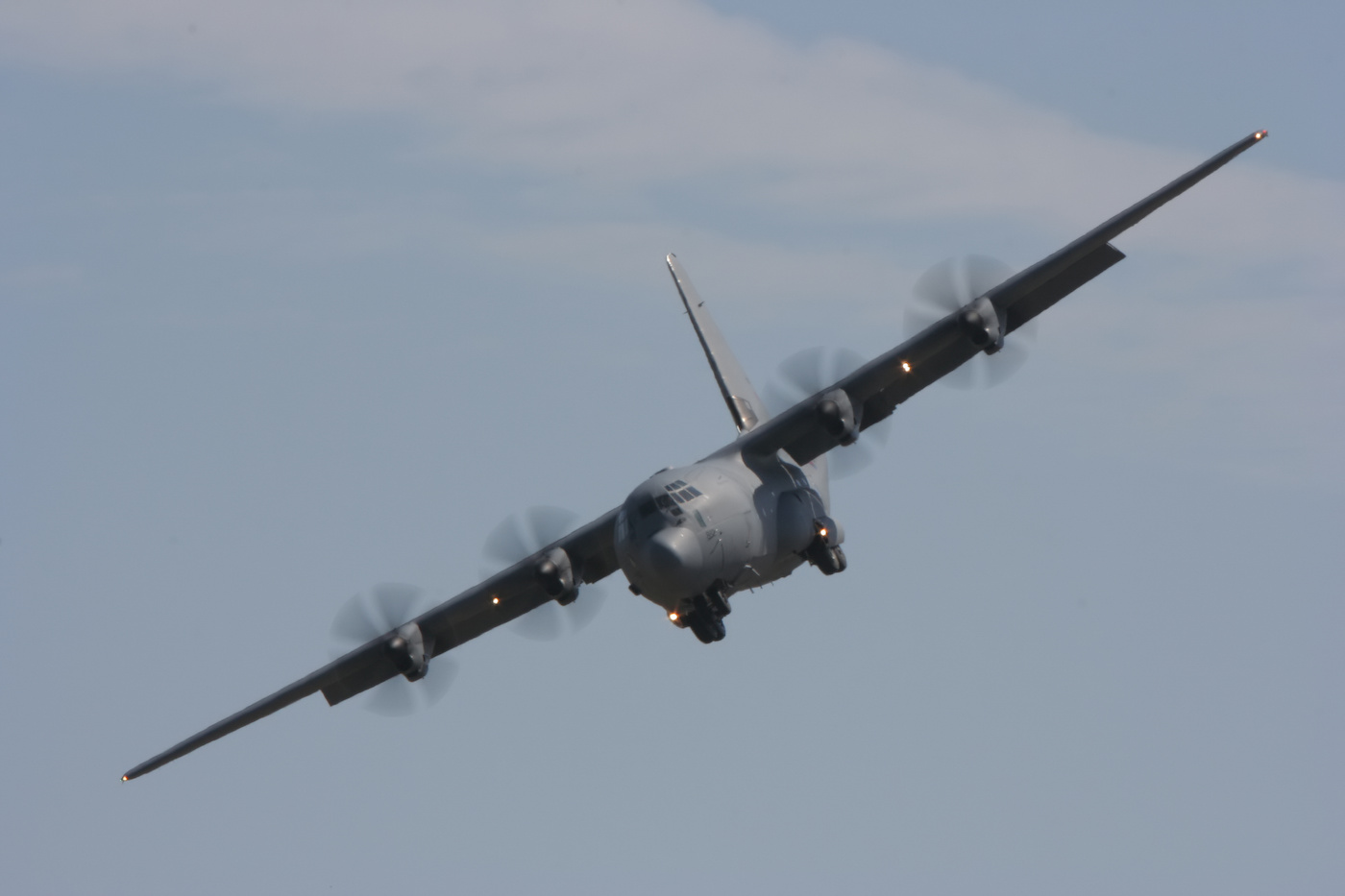
ハーキュリーズ C.5 (C-130J)

1995年に王室用飛行班 (Queen's Flight) はBAe 125 CC.3を装備していた第32飛行隊に吸収され、VIP（要人）輸送を受けもつ第32王室飛行隊となった。第32王室飛行隊は現在はアグスタ A109マングスタ、エンボイIV（ダッソー・ファルコン900LX）などを運用し、ロンドンの西に位置するRAF ノーソルト (Northolt) 基地に駐留している。
RAF ブライズ・ノートン (Brize Norton) 基地では貨物、兵士とその装備を輸送する通常の輸送機だけでなく、空中給油機も運用されている。RAFはバディ式を採用しており、タンカー同士の空中給油も可能である。旧式化した空中給油機のトライスターとVC-10は、次期戦略給油機 計画の元でボイジャーKC.2/KC.3と交代した。
輸送にはリネハム (Lyneham) 基地に駐留するC-130 ハーキュリーズが単機または数機で任務ごとに派遣されている。ハーキュリーズはK型に代わるC-130J スーパーハーキュリーズの装備が1998年に始まっているが、ボーイング社から長期リースでC-17 グローブマスター IIIの運用を開始した。運用中のグローブマスター IIIもリースの期限に併せて購入し、RAFはグローブマスター IIIの保有数を増やすことで戦略輸送力の強化を果たした。C-130K ハーキュリーズは、エアバス A400Mと交代されつつある。

### ヘリコプター

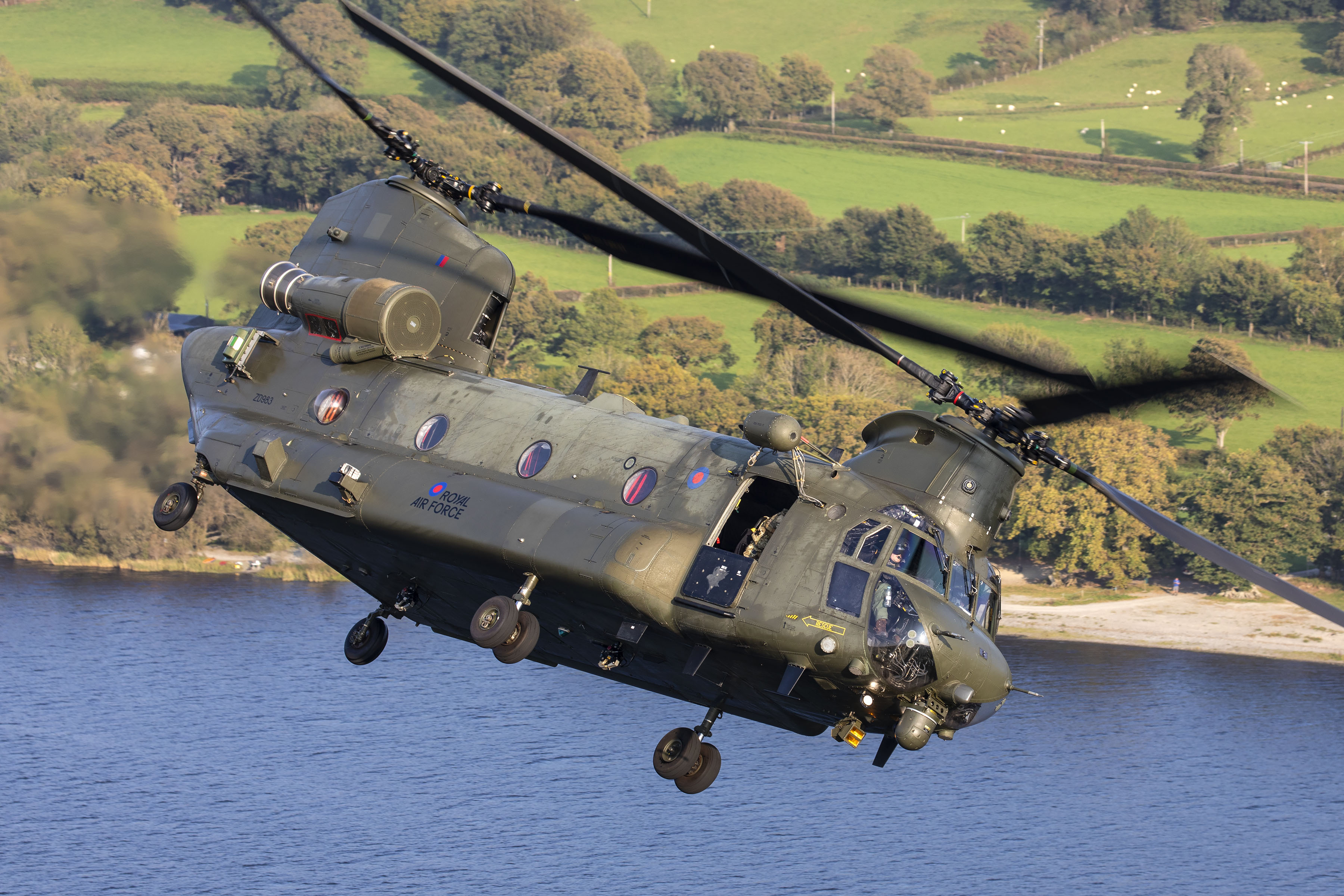
チヌーク HC.6輸送ヘリコプター

兵士や装備を戦場へと送り出したり、戦場から別の戦場へと輸送して陸上部隊を支援することは、RAFの重要な任務である。支援ヘリコプターは、命令系統を統一するため1999年に創設された統合ヘリコプターコマンド (Joint Helicopter Command) に所属する。
大型のタンデムローターを持ち、重量物の輸送を引き受けるチヌークがRAF オディハム (Odiham) 基地に、より小型のピューマ HC.1がRAF ベンソン (Benson) 基地展開している。また、特殊部隊の任務のため航続距離を増やし、アビオニクスを改良した新型のチヌークHC.3が開発された。HC.3の配備はソフトウェアと法的問題で遅れた。
マーリン HC.3は2014年から全機海軍の所属とされた。
また捜索救難ヘリコプター3個飛行隊が存在している。このうちシーキング（HAR.3とHAR.3A）を装備する第22飛行隊と第202飛行隊はイギリス本国にあり、グリフィン HAR.2を装備する第84飛行隊はキプロスにある。軍事部隊（Search and Rescue Force）として設置されてはいるものの、実際には海上の船舶や山岳などから民間人を救出する任務が大部分を占めている。

### 練習機

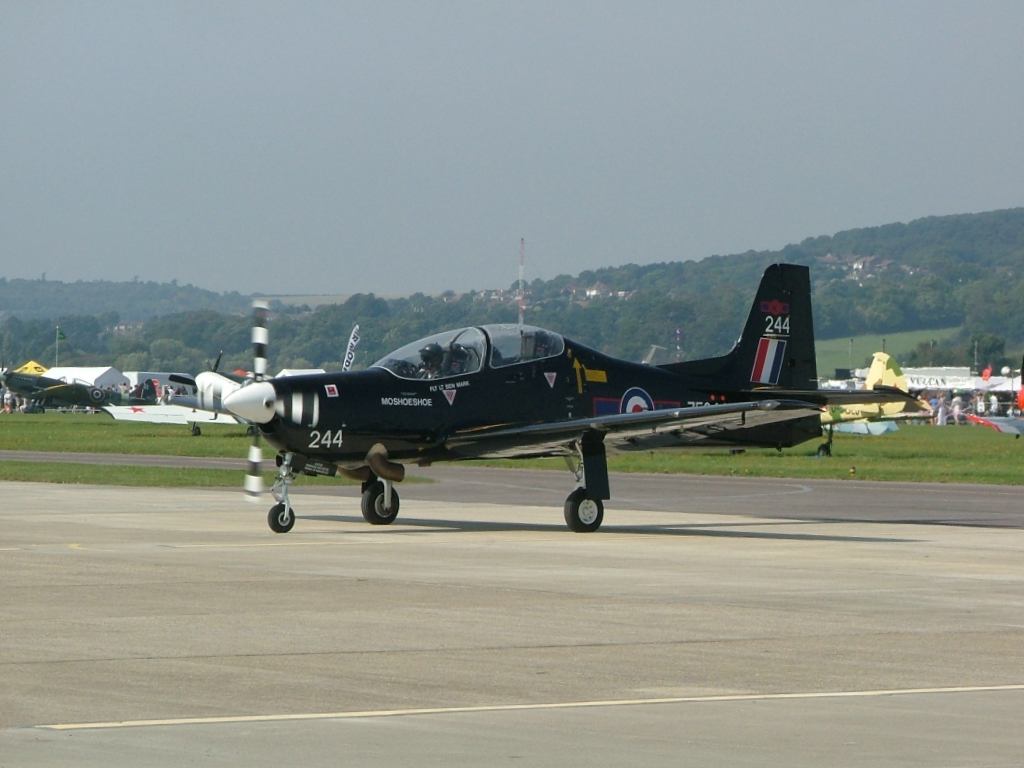
ツカノ T.1

初等訓練用の練習機としては、スリングスビー ファイアフライが退役しレシプロエンジン単発のチューター T.1が使用される。チューターは、バイキング T.1 (Viking) とヴィジラント T.1 (Vigilant) と共に、パイロット候補生の飛行経験の時間確保にも使われている。
中等課程では、固定翼機にはターボプロップ単発のツカノ T.1を、ヘリコプターにはエキュレイユ T.1を使用している。
高等課程においては、ホーク T.1とその後継で実戦部隊と同様の機器と性能をもつ新型のホーク T.2(Mk.128)が高速ジェット機、グリフィン HT.1がヘリコプター、スーパーキングエア T.1が多発機の課程で、それぞれ用いられている。
高等課程を終えた段階では第一線の部隊に必要な経験と能力が不十分であり、それらを機種・任務別に支援するため予備飛行隊において、タイフーン T.1などの実戦機の訓練用派生型機が使用される。
練習用のヘリコプターの一部は各軍種共通の機関である国防ヘリコプター飛行学校に所属している。

## 階級
| NATO階級符号 | 階級章       | 階級                                | 階級               |
| NATO階級符号 | 階級章       | 英語                                | 日本語             |
| ------------ | ------------ | ----------------------------------- | ------------------ |
| OR-1         | 階級章なし   | Aircraftman                         | 航空兵             |
| OR-2         |              | Leading Aircraftman                 | 先任航空兵         |
| OR-2         |              | Senior Aircraftman                  | 上級航空兵         |
| OR-2         |              | Senior Aircraftman (Technician)     | 上級航空兵(技能兵) |
| OR-3         |              | Lance corporal                      | 上等航空兵         |
| OR-4         |              | Corporal                            | 伍長               |
| OR-6/OR-5    |              | Sergeant                            | 軍曹               |
| OR-6/OR-5    |              | RAF Sergeant Aircrew                | 飛行軍曹           |
| OR-7         |              | Chief technician                    | 技能軍曹           |
| OR-7         |              | Flight Sergeant                     | 曹長               |
| OR-7         |              | RAF Flight Sergeant Aircrew         | 飛行曹長           |
| OR-8         | 該当階級なし |                                     |                    |
| OR-9         |              | Warrant Officer                     | 准尉               |
| OR-9         |              | Warrant Officer                     | 准尉               |
| OR-9         |              | RAF Master Aircrew                  | 飛行准尉           |
| OF(D)        |              | Officer cadet                       | 士官候補生         |
| OF-1         |              | Pilot officer/ acting pilot officer | 少尉               |
| OF-1         |              | Flying officer                      | 中尉               |
| OF-2         |              | Flight lieutenant                   | 大尉               |
| OF-3         |              | Squadron leader                     | 少佐               |
| OF-4         |              | Wing Commander                      | 中佐               |
| OF-5         |              | Group captain                       | 大佐               |
| OF-6         |              | Air commodore                       | 准将               |
| OF-7         |              | Air vice-marshal                    | 少将               |
| OF-8         |              | Air marshal                         | 中将               |
| OF-9         |              | Air chief marshal                   | 大将               |
| OF-10        |              | Marshal of the Royal Air Force      | 元帥               |

将校は君主から任官された高等官であり、このことは部下に命令を発する権限の裏付けとなる。職業軍人としての空軍将校は、任官前にリンカンシャーのクランウェルに所在するカレッジで32週間の初級将校訓練コースを修了しなければならない。クランウェルには他の空軍研究機関も設けられている。
陸軍と海軍の航空部隊を統合する形で発足したという経緯から、将校の肩書きと徽章は主にイギリス海軍、特に第一次世界大戦の海軍航空隊で用いられたそれに由来する。例えば、空軍少佐の階級は、海軍航空隊の飛行隊司令官の職名から引用している。イギリス空軍の将校は、航空将校、将校、次席将校の3つに分類される。